# Битка код Бардије
Битка код Бардије 3-5. јануара 1941. била је део Операције Компас, прве британске офанзиве у Рату у пустињи (1940—1943) на Северноафричком фронту у Другом светском рату. Утврђена италијанска лука нападнута је и освојена након 3 дана борбе; била је то прва битка у рату у којој је учествовала формација аустралијске војске, прва коју је водио аустралијски генерал и прва који је планирана од стране аустралијског особља.

## Увод

### Италијанска инвазија Египта
Бенито Мусолини није планирао да нападне Египат, намеравајући да брани Либију ако дође до рата. Након пада Француске 1940. 5. армија могла је да пошаље појачања на исток и 7. августа Мусолини је наредио напад, како би освојио Египат и успоставио копнену везу са Италијанском Источном Африком. У августу је на граници завладало затишје, већина британских оклопних јединица повучена је са границе у Мерса Матрух, како би се сачувале за одбрану луке, и 7. Група за подршку преузела је њихово место, са задатком да постави извиђачке положаје од Солума до тврђаве Мадалена и успори италијанску офанзиву; Хусари су извиђали дубље у Либију. Либијским дивизијама недостајала су возила за операције ван пута са Групом Малети, која је имала један средњи, два мешовита и 4 лака тенковска батаљона, па су распоређене дуж приобалног друма. 9. септембра Група Малети зе изгубила на путу за Сиди Омар и Грацијани је отказао бочни напад и концентрисао 5 дивизија и Групу Малети на обалском друму; 4. дивизија Црних Кошуља и 64. дивизија Катанцаро остале су у резерви у Тобруку. 5. ваздухопловни ескадрон са око 300 употребљивих авиона, опремом за аеродроме и возилима стајао је у приправности да подржи наступање и заузима аеродроме.
Италијанска инвазија Египта (13-18. септембра) почела је као ограничена тактичка операција према Мерса Матруху, уместо стратегијских циљева зацртаних у Риму, због хроничне несташице транспортних возила, горива и радио-опреме, чак и са појачањима из 5. армије. Мусијад је подвргнут "спектакуларном" артиљеријском бомбардовању у зору и освојен. Солум и његов аеродром заузела је 1. либијска дивизија, и до вечери 2. либијска, 64. дивизија (Кирена) и Група Малети из Мусаида и 62. дивизија (Мармарика) из Сиди Омара пробиле су се кроз британске запречне одреде и концентрисале се на пролаз Халфаја. Британци су се повукли поред Бук Бука 14. септембра и наставили да ометају италијанско напредовање, повлачећи се до Алам Хамида сутрадан и Алам ел Даба 16. септембра. Италијански одред од 50 тенкова покушао је бочни удар, који је навео британску заштитницу да се повуче источно од Сиди Баранија, који је заузела 1. дивизија Црних Кошуља и Грацијани је зауставио даље напредовање. Британци су наставили извиђање и 7. оклопна дивизија спремала се да се одупре нападу на Мерса Матрух.
Упркос Мусолинијевом подстицању, Италијани су се укопали око Сиди Баранија и Софафија, око 80 mi (130 km) западно од британских положаја код Мерса Матруха. Британска запречавања на путу су поправљена, бунари су очишћени и почела је градња водовода од границе, како би се прикупиле залихе за наставак напредовања средином децембра. Египат је прекинуо дипломатске односе са Силама Осовине и италијански авиони бомбардовали су Каиро 19. октобра. Британске поморске и ваздухопловне операције за узнемиравање италијанске војске настављене су и нанета штета, по изјавама заробљеника, нарушила је морал. Патроле оклопних кола владале су ничијом земљом, али је губитак истурених узлетишта смањио ефикасност РАФ-а и Малта је остала ван домета.
Операција Компас, британски противнапад на италијанско напредовање на Матрух, планиран је ради уништења италијанских снага и већина Западно-пустињског Одреда привучена је до луке. Још једна чета оклопних кола прикључила се извиђачким операцијама далеко иза фронта. Западно-пустињски одред ојачан је једним новим тенковским пуком са тенковима Матилда II, и након месец дана Британци су почели да припремају напад на централну групу италијанских логора и Софафи у трајању од 4-5 дана, уместо да чекају Италијане.

### Операција Компас
У децембру 1940, италијанска 10. армија у Египту је ојачана 1. и 2. либијском дивизијом и 4. дивизијом Црних Кошуља, у утврђеним логорима од Сиди Баранија до тумара и Мактиле. Група Малети била је у Нибеиви, 63. дивизија (Кирена) код Рабије и Софафија, 62. (Мармарика) на гребену од Софафија до пролаза Халфаја, и 64. (Катанцаро) била је источно од Бук Бука, иза простора Нибеива-Рабија, подржана од око 500 авиона 5. ескадрона (генерал Филип Поро). РАФ је напао аеродроме 7. децембра и уништио 39 авиона на земљи. Британски препад, Операција Компас (Битка код Мармарике/Битка за логоре), почела је када је Одред Шелби напредовао из Матруха да изолује Мактилу рано 9. децембра. 4. Индијска дивизија и 7. Краљевски тенковски пук напали су Нибеиву у зору и прегазили логор, а затим кренули на Западни Тумар, који је пао после подне. Противнапад из Источног Тумара је одбијен и тај логор је освојен сутрадан.

### Битка код Сиди Баранија
Напредовање 7. оклопне дивизије на запад спречило је појачање Сиди Баранија и 10. децембра, Британци су пресекли обалски друм и 7. оклопна дивизија почистила је околину Бак Бака, привевши мноштво заробљеника. 11. децембра Италијани су били потучени код Сиди Баранија; Рабија и Софафи су напуштени и 7. оклопна дивизија продужила је дуж обале и гребена. Увече 14. децембра, 11. хусарски пук пресекао је друм (ита. Via Balbia) између Тобрука и Бардије, освојио Сиди Омар 16. децембра и присилио Италијане да се повуку из Солума и тврђаве Капуцо у Бардију, остављајући посаде у оази Сива и Јагбубу на југу. Од 9-11. децембра Британци су заробили 38.300 људи, 237 топова, 73 тенка и око 1.000 возила, изгубивши 624 војника.

## Супротстављене снаге

### Италијанске снаге
Након катастрофе код Сиди Баранија и повлачења из Египта, италијански 23. корпус (генерал Анибале Бергонцоли) добио је наређење од Мусолинија да брани утврђену луку Бардија. Браниоци су имали око 45.000 људи  (остаци 4 пешадијске дивизије и око 6.000 граничара), са 40 ПВО топова, 85 ПТ топова, 190 пољских и око 100 средњих топова; топови и митраљези су били застарели, различитих калибара и са мало муниције. Мобилну резерву чинило је 13 средњих тенкова Фијат М 13/40 (отприлике равних британским тенковима) и 115 танкета Л3/35 (генерално бескорисних); ниједан тенк није имао радио.
Ове снаге браниле су одбрамбену линију дугу 29 km, са непрекидним противтенковским ровом, бодљикавом жицом и два реда бункера (на сваких 700 m) повезаних рововима; сваки бункер имао је 1-2 ПТ топа од 47 mm и 2-4 митраљеза, уз посаду од једног вода или чете. У јужном углу тврђаве била је трећа линија бункера, позната као Прекидачка линија.
Било је 6 минских поља, али је основни недостатак одбране било то, да су у случају пробоја линије, упоришта могла бити заузимана једно по једно, спреда или од позади.
Генерал Бергонцоли је знао да ће, ако се Бардија и Тобрук одрже, британски продор у Либију морати да стане због немогућности снабдевања дуж обале.

### Савезничке снаге
Аустралијска 6. дивизија (генерал Ајван Мекеј) формирана је од добровољаца 1939., и наоружана застарелом опремом из Првог светског рата, због одбијања аустралијске владе да улаже у опремање копнене војске. Дивизија је 1940. пребачена у Палестину, где је довршила обуку, и у децембру је упућена око Бардије, ојачана артиљеријом из 13. корпуса. Британска обавештајна служба је процењивала снаге италијанског гарнизона на 20.000 са 100 топова, одбацивши извештаје о 6 средњих и 70 лаких тенкова као претеривање. На божић 1940. британска команда наредила је 6. аустралијској дивизији напад на Бардију, уз помоћ 23 тенка Матилда из 7. краљевског тенковског пука.

## Битка

### Ваздушне и поморске операције
Серија од 100 ваздушних напада РАФ на Бардију изведена је од 31. децембра до 2. јануара, са најтежим бомбардовањем у ноћи 2-3. јануара.
Поморско бомбардовање извршено је 3. јануара, са 3 бојна брода и пратећих разарача, а носач авиона Илустријас обезбеђивао је ваздушну подршку.  Они су се повукли испаливши 750 тешких граната, препустивши монитору Терор и трима топовњачама бомбардовање за време битке; Терор је паљбом срушио део литице поред града, одневши италијанске батерије.

### Пробој
Пешадијски напад је почео 3. јануара у зору са две бригаде из 6. аустралијске дивизије, након артиљеријске припреме са 96 топова. 16. пешадијска бригада напала је са запада, где је одбрана била позната као слаба. Инжињерија је отворила празнине у бодљикавој жици минама и попунила и срушила бочне стране противтенковског рова пијуцима и лопатама. То је омогућило пешадији са 23 тенка Матилда II из 7. краљевског тенковског пука да продре у тврђаву и, уз помоћ тенкова, минобацача и ручних граната, заузме све своје циљеве до поднева, заробивши 8.000 Италијана; италијански противнапад са 6 тенкова М 13/40 заустављен је ПТ топовима.

### Пад Бардије
У другој фази операције, 17. пешадијска бригада експлоатисала је пробој у одбрани и пробила се јужно до секундарне линије одбране познате као Прекидачка линија.Другог дана, 16. пешадијска бригада заузела је град Бардију, пресецајући тврђаву на два дела. Хиљаде заробљеника је одведено, а италијански гарнизон сада се држао само на северним и најјужнијим деловима тврђаве. 

### Последњи напади
Трећег дана, 19. пешадијска бригада напала је јужно од Бардије, уз подршку артиљерије и тенкова Матилда, којих је остало само шест.  Његов напредак омогућио је 17. пешадијској бригади да напредује, а две бригаде су освојиле јужни сектор тврђаве. У међувремену, италијанске посаде на северу предале су се 16. пешадијској бригади и Групи за подршку британске 7. оклопне дивизије изван тврђаве. Све у свему, узето је око 36.000 италијанских заробљеника.

### Губици
Британци су изгубили 456 аустралијских пешадинаца и 17 од 23 тенка, у замену за 40.000 погинулих и заробљених Италијана, више од 400 топова, 130 тенкова и више стотина камиона. 

## Последице

### Пад Тобрука
У зору 21. јануара, аустралијска пешадија је провалила у Тобрук и отворила пут за 18 британских тенкова. Аустралијанци су наставили напад и до ноћи заузели половину одбрамбених положаја у Тобруку. Аустралијанци су заробили 25.000 људи, 208 топова и 87 тенкова, изгубивши 355 Аустралијанаца и 45 Британаца. 7. оклопна дивизија напредовала је 100 mi (160 km) до Дерне и Мехилија, где се налазила италијанска Специјална Оклопна Бригада (генерал Валентино Бабини) са око 300 тенкова. Специјална оклопна бригада је успела да се извуче и од 26-28. јануара британски тенкови заглибили су због јаке кише; Дерна је напуштена сутрадан. 7. оклопна дивизија упутила је Одред Комбе, летећи одред у Беда Фом, пресекавши повлачење 10. армији.

### Немачка интервенција
Победа код Бардије омогућила је савезничким снагама да наставе да напредују у Либију и на крају заузму скоро читаву Киренајку. Заузврат, то је довело до немачке интервенције у борбама у Северној Африци, променивши ситуацију на том ратишту.